# Beibis Mendoza
Beibis Mendoza est un boxeur colombien né le 20 juin 1974 à Arboletes.

## Carrière
Passé professionnel en 1996, il remporte le titre vacant de champion du monde des poids mi-mouches WBA le 12 août 2000 en battant par disqualification au 7e round Rosendo Alvarez. Battu lors du combat revanche le 3 mars 2001, Mendoza perd également deux autres championnats du monde contre Alvarez puis un autre par KO contre Roberto Vásquez en 2005. Il met un terme à sa carrière de boxeur après ce combat sur un bilan de 30 victoires et 4 défaites.

## Référence
1. ↑  (en) Beibis Mendoza vs. Rosendo Alvarez I (boxrec.com)